# 왕다레이
왕다레이(중국어: 王大雷, 병음: Wáng Dàléi, 1989년 1월 10일 ~ )는 산둥 타이산에서 골키퍼로 활약 중인 중국의 축구 선수로 중국 국가대표팀의 주장이며 골키퍼로서는 드물게 14번을 착용하는데 이 등번호는  2000년대 들어 팀의 주전 스트라이커들이 종종 사용하기도 한다.

## 수상

### 클럽 수상

#### 상하이 선화
- A3 챔피언스컵
  - 우승 1회: 2007

#### 산둥 루넝 타이산
- 중국 FA 슈퍼컵
  - 우승 1회: 2015년
- 중국 FA컵
  - 우승 1회: 2014[1]

### 국가대표 수상

#### 중국 U-17 축구 국가대표팀
- AFC U-16 축구 선수권 대회
  - 우승 1회: 2004년

### 개인 수상
- AFC U-16 축구 선수권 대회
  - MVP 1회: 2004년
- 중국 축구 협회
  - 올해의 젊은 선수상 1회: 2006
  - 올해의 골키퍼상 1회: 2014
- 중국 슈퍼리그
  - 올해의 팀 1회: 2014
- 중국 FA 슈퍼컵
  - MVP 1회: 2015